# 30
Cette page concerne l'année 30  du calendrier julien. Pour l'année 30 av. J.-C., voir 30 av. J.-C. Pour le nombre 30, voir 30 (nombre). Pour les autres significations, voir Trente.
L'année 30 est une année commune qui commence un dimanche.

## Événements
- 7 avril : date probable de la crucifixion de Jésus de Nazareth à Jérusalem sur ordre de Ponce Pilate, gouverneur romain de Judée (ou bien en 33)[1]. D'autres dates sont proposées[2].

- Début du règne de Kadphisès Ier, roi kouchan (fin en 92)[3].
- L'empereur de Chine Han Guang Wudi annonce que l’impôt est ramené du dixième au trentième des récoltes et des bénéfices[4].

## Naissances en 30
- 8 novembre : Nerva, empereur romain de 96 à 98, à Narnia, en Ombrie (Italie). († 25 janvier 98).

## Décès en 30
- 7 avril : Jésus de Nazareth (date incertaine, peut-être le 3 avril 33).
- Judas Iscariote, l'un des douze apôtres de Jésus de Nazareth (ou bien en 33).
- Shammaï l'Ancien (-50 - 30), docteur juif pharisien, à Jérusalem.